# Miguel Pizarro
Miguel Pizarro (Veracruz, 8 de agosto de 1960) é um ator mexicano.

## Filmografia

### Televisão
- Médicos (2019) .... Esteban Ávalos
- Silvia, frente a ti (2019) .... Detetive
- Señora Acero (2018) .... Luciano Antolin
- 40 y 20 (2017) .... Psicólogo
- Sr. Ávila (2016) .... Linares
- Triunfo del amor (2010) .... Pipino Pichoni
- Para volver a amar (2010) .... Andrés
- Al diablo con los guapos (2007) .... Braulio Ramos
- La fea más bella (2007) .... Piloto
- Rubí (2004) .... Toledo Echague
- Velo de novia  (2003) .... Reynaldo Portillo
- Cómplices al rescate  (2002) .... Vicente
- Rayito de luz  (2000) .... Hermano Cecilio Pérez
- Serafín  (1999) .... Joaquín
- Desencuentro  (1997) .... Toni
- La antorcha encendida  (1996) .... José de la Cruz
- Luz Clarita  (1996) .... Roque
- La dueña  (1995) .... Octavio Acosta
- Agujetas de color de rosa (1994-1995)
- La última esperanza  (1993) .... Padre Juan Lamparero
- Milagro y magia  (1991) .... Adrián "El Coyote"
- Cuando llega el amor (1990) .... Andrés Santana
- Amor de nadie (1990) .... Pablo Hernández
- Teresa  (1989) ....  Raúl Solórzano
- Pasión y poder (1988) .... Pedro "El Tonto" Montenegro

## Prêmios e indicações

### TVyNovelas
| Ano  | Categoria           | Programa/Telenovela | Resultado |
| ---- | ------------------- | ------------------- | --------- |
| 1990 | Melhor ator juvenil | Teresa              | Indicado  |
| 1989 | Revelação masculina | Pasión y poder      | Venceu    |